# Final Battle (2024)
Pour les articles homonymes, voir Final Battle.
L'édition 2024 de Final Battle est un Pay-per-view de catch (lutte professionnelle) produit par la promotion américaine Ring of Honor. L'événement a eu lieu le 20 décembre 2024 au Hammerstein Ballroom à New York City (New York). Il s'agit de la 23e édition de Final Battle.

## Production
Final Battle est un Pay-per-view annuel de catch professionnel qui a lieu tous les mois de décembre de chaque année depuis 2002.
Le 5 décembre 2024, la compagnie de catch annonce que la 23e édition du Pay-per-view aura lieu le 20 décembre au Hammerstein Ballroom à New York City (New York).

## Contexte
Les spectacles de la Ring of Honor sont constitués de matchs aux résultats prédéterminés par les scénaristes de la compagnie. Ces rencontres sont justifiées par des storylines – une rivalité entre catcheurs, la plupart du temps – ou par des qualifications survenues dans les shows. Tous les catcheurs possèdent un gimmick, c'est-à-dire qu'ils incarnent un personnage gentil (Face) ou méchant (Heel), qui évolue au fil des rencontres. Un événement comme Final Battle est donc un événement tournant pour les différentes storylines en cours.

## Tableau des matchs
| Ordre par numéros | Résultat | Stipulation(s)                                                           | Temps |
| --- | --- | ------------------------------------------------------------------------ | ----- |
| 1P | Grizzled Young Veterans (James Drake et Zack Gibson) battent The Dark Order (Alex Reynolds et John Silver) (avec Evil Uno),                 | Tag Team match,                                                          | 11:26 |
| 2P | Hanako bat Harley Cameron, | Match simple,                                                            | 7:19  |
| 3P | The Undisputed Kingdom (Matt Taven et Mike Bennett) bat The Infantry (Carlie Bravo et Capt. Shawn Dean) (avec Trish Adora et Shane Taylor), | Tag Team match,                                                          | 9:56  |
| 4P | Gates of Agony (Bishop Kaun et Toa Liona) bat LEEJ (Lee Johnson et EJ Nduka),                                                               | Tag Team match,                                                          | 10:21 |
| 5 | Atlantis Jr. bat Mansoor (avec Mason Madden),                                                                                               | Match simple,                                                            | 11:58 |
| 6 | Katsuyori Shibata bat Tommy Billington par soumission,                                                                                      | Match simple,                                                            | 9:49  |
| 7 | Jay Lethal (avec Karen Jarrett et Sonjay Dutt) bat QT Marshall (avec Carolyn Fazio et Aaron Solo),                                          | Match simple,                                                            | 12:40 |
| 8 | Red Velvet (c) bat Leyla Hirsch, | Match simple pour le ROH Women's World Television Championship,          | 11:49 |
| 9 | Lee Moriarty (c) bat Nigel McGuinness par soumission,                                                                                       | Pure Wrestling Rules match pour le ROH Pure Championship,                | 17:04 |
| 10 | The Sons of Texas (Dustin Rhodes et Sammy Guevara) (c) battent The Righteous (Vincent et Dutch),                                            | Texas Bullrope match pour les ROH World Tag Team Championship,           | 15:32 |
| 11 | Komander (avec Alex Abrahantes) bat Brian Cage (c), Willie Mack, Mark Davis, AR Fox et Blake Christian,                                     | Survival of the Fittest match pour le ROH World Television Championship, | 25:18 |
| 12 | Chris Jericho (c) (avec Bryan Keith) bat Matt Cardona,                                                                                      | Match simple pour le ROH World Championship,                             | 18:27 |
| 13 | Athena (c) bat Billie Starkz, | Match simple pour le ROH Women's World Championship,                     | 25:34 |
| La lettre C placée entre parenthèses désigne la personne ou l’équipe championne en titre. P – indique que le match a eu lieu lors du pré-show | |                                                                          |       |